# Reunificación china

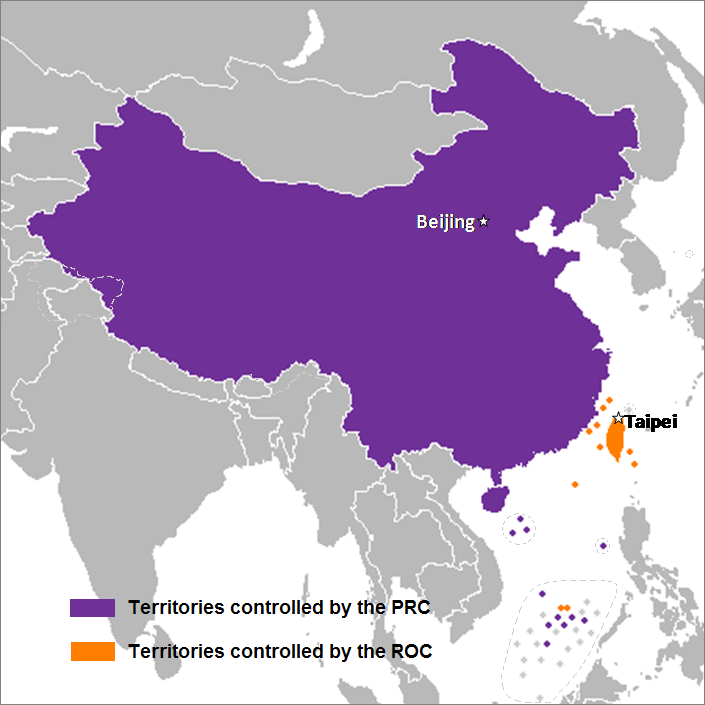
Territorio controlado por la República Popular China (PRC) (púrpura) y la República de China (ROC) (naranja). El tamaño de las islas menores se ha exagerado en este mapa para facilitar la visibilidad.

Se conoce como reunificación china (chino tradicional: 中國統一; chino simplificado: 中国统一) al concepto irredentista de la Gran China que expresa el objetivo de unificar a la República Popular China (China continental) y a la República de China (Taiwán) en un solo Estado soberano. El término se desarrolló en la década de 1970 como parte de la estrategia del Partido Comunista Chino para abordar el "problema de Taiwán", a medida que la República Popular China comenzaba a normalizar las relaciones exteriores con varios países, incluidos Estados Unidos y Japón.
En 1979, el Congreso Popular de China publicó "Una carta abierta a los compatriotas de Taiwán" (告台湾同胞书) que incluía el término "unificación china" como un ideal para las relaciones a través del Estrecho. En 1981, el presidente del Comité Permanente del Congreso Popular, Ye Jianying, anunció las "Nueve políticas" para la postura de la República Popular China sobre las relaciones a través del Estrecho, con la "Unificación China Pacífica" (祖国和平统一) como la primera política. Desde entonces, "Un país, dos sistemas" ha sido enfatizado en cada Congreso Nacional del Partido Comunista como el principio para tratar con Hong Kong y Macao, al mismo tiempo que se ha enfatizado el concepto de "Unificación china" como el principio para tratar con Taiwán.
La República de China se fundó en 1912 para gobernar China continental después de derrotar al gobierno imperial bajo la dinastía Qing. En ese momento, Taiwán era parte del Imperio Japonés. En 1945, las fuerzas japonesas en Taiwán se rindieron a Chiang Kai-shek, el líder de la República de China, quien estaba actuando en nombre de los aliados de la Segunda Guerra Mundial. Durante los últimos años de la guerra civil china (1946-1949), la República de China perdió la China continental ante el Partido Comunista de China (PCCh) y trasladó su gobierno a Taiwán. El PCCh estableció la República Popular de China en el territorio continental en 1949.
El gobierno de la República Popular China afirmó que Taiwán es una "provincia rebelde" de la República Popular China y que la recuperación de la isla es una alta prioridad. Estableció la política de Una sola China para aclarar su intención. La República Popular China amenazó con invadir Taiwán si consideraba que una incorporación pacífica no era posible.
La mayoría de los taiwaneses se oponen a unirse a la República Popular China por varios motivos, entre ellos el temor a la pérdida de la democracia, los derechos humanos, el nacionalismo taiwanés y el sentimiento a favor de Japón. Los opositores favorecen mantener el statu quo de la República de China que administra Taiwán o la búsqueda de la independencia de Taiwán. La Constitución de la República de China establece que su territorio incluye el continente, pero la política oficial del gobierno de la República de China depende de qué coalición está actualmente en el poder. La posición de la Coalición Pan-Azul, que comprende el Kuomintang (KMT), el Partido Primero el Pueblo y el Partido Nuevo, es finalmente incorporar el continente a la República de China, mientras que la posición de la Coalición Pan-Verde, compuesta por el Partido Progresista Democrático (DPP) y la Unión de Solidaridad de Taiwán, es buscar la independencia de Taiwán.